# Erich Worm
Martin Erich Worm (* 11. Mai 1887 in Dresden; † 23. Mai 1953 ebenda) war ein deutscher Kunstturner.

## Biografie
Erich Worm, Sohn des Kaufmanns Martin Sebald Worm, nahm an den Olympischen Sommerspielen 1912 in Stockholm teil. Mit der deutschen Mannschaft belegte er im Freien System den vierten und im Mannschaftsmehrkampf den fünften Platz.
Worm studierte Naturwissenschaften und war als Studienrat tätig.